# Cyrtodactylus variegatus
Espèce
Synonymes
- Naultinus variegatus Blyth, 1859

Cyrtodactylus variegatus est une espèce de geckos de la famille des Gekkonidae.

## Répartition
Cette espèce se rencontre en Thaïlande et en Birmanie.

## Description
L'holotype de Cyrtodactylus variegatus mesure 168 mm dont 92 mm pour la queue.

## Publication originale
- Blyth, 1859 : Report of the Curator. Journal of the Asiatic Society of Bengal, vol. 28, n. 3, p. 271-303 (texte intégral).